# Giovanni da Ponte
Pour les articles homonymes, voir Da Ponte.
Ne doit pas être confondu avec Giovanni del Ponte.
Giovanni da Santo Stefano da Ponte (1306-1365) est un peintre italien de l'école florentine qui a été l'élève de Buonamico Buffalmacco.

## Biographie
Giovanni da Ponte a peint des portraits et des sujets religieux ; il aurait aussi travaillé à Arezzo.

## Œuvres
- Fresques du Martyre de San Bartolomeo, église Santa Trinita (Florence)